# Boechera
Boechera (лат.) — рода многолетних, реже двулетних травянистых растений семейства Капустные (Brassicaceae).

## Этимология и систематика
Род Boechera был назван в честь датского ботаника Тюге В. Бёкера (дат. Tyge W. Böcher; 1909—1983), который был известен своими исследованиями альпийских растений, включая род капустных Крупка (Draba) и Boechera holboellii.
Согласно недавним молекулярным исследованиям, Boechera тесно связана с родом Резуховидка (Arabidopsis), который также включает широко известное модельное растение резуховидка Таля (Arabidopsis thaliana). Ранее представители этого рода включались в род Резуха (Arabis), но были выделены из него на основе недавних генетических и цитологических данных. В отличие от рода резуха (число хромосом x=8) Boechera имеет базовое число хромосом x=7. Многие таксоны являются триплоидными.

## Распространение
Boechera — это преимущественно североамериканский род, наиболее разнообразный на западе США, а его ареал также включает Гренландию и Дальний Восток России. Род мало изучен, и виды внутри него трудно разделить морфологически, хотя известны некоторые чётко различающиеся виды.

## Описание
Большинство представителей рода Boechera— многолетние растения с опушёнными листьями со звёздчатыми трихомами, узкими изогнутыми плодами и маленькими белыми или фиолетовыми цветками в удлинённых соцветиях-кистях. Отношения внутри рода неясны, и некоторые восточно-североамериканские виды, включая Boechera laevigata, могут принадлежать к кладе, отличной от остальной части рода.
Интересной особенностью многих видов рода является бесполое размножение, процесс, известный как апогамия (апомиксис). Микросателлитные исследования показали, что некоторые из апомиктических линий являются гибридами между двумя или более половыми родителями.

## Экология
Виды этого рода являются одним из основных источников пищи для гусениц бабочки Pieris oleracea.

## Виды
В род входит около 110 видов:
- Boechera acutina
- Boechera arcuata
- Boechera atrorubens
- Boechera bodiensis
- Boechera breweri (S.Watson) Al-Shehbaz:

- Boechera breweri subsp. breweri
- Boechera breweri subsp. shastaensis

- Boechera burkii
- Boechera calderi
- Boechera californica
- Boechera canadensis
- Boechera cascadensis
- Boechera cobrensis
- Boechera collinsii
- Boechera consanguinea
- Boechera constancei
- Boechera covillei
- Boechera crandallii
- Boechera cusickii
- Boechera davidsonii
- Boechera dentata
- Boechera depauperata
- Boechera dispar
- Boechera divaricarpa
- Boechera drepanoloba
- Boechera duchesnensis
- Boechera elkoensis
- Boechera evadens
- Boechera falcatoria
- Boechera falcifructa
- Boechera fecunda (Rollins) Dorn
- Boechera fendleri
- Boechera fernaldiana:

- Boechera fernaldiana subsp. fernaldiana
- Boechera fernaldiana subsp. vivariensis

- Boechera formosa
- Boechera fructicosa
- Boechera glareosa
- Boechera glaucovalvula
- Boechera goodrichii
- Boechera gracilenta
- Boechera gracilipes
- Boechera grahamii
- Boechera gunnisoniana
- Boechera harrisonii
- Boechera hastatula
- Boechera hoffmannii
- Boechera holboellii
- Boechera horizontalis
- Boechera howellii
- Boechera inyoensis
- Boechera johnstonii
- Boechera koehleri
- Boechera laevigata
- Boechera languida
- Boechera lasiocarpa
- Boechera lemmonii
- Boechera lignifera
- Boechera lincolnensis
- Boechera lyallii
- Boechera macounii
- Boechera microphylla
- Boechera missouriensis
- Boechera nevadensis
- Boechera ophira
- Boechera oxylobula
- Boechera paddoensis
- Boechera pallidifolia
- Boechera parishii
- Boechera pauciflora
- Boechera paupercula
- Boechera peirsonii
- Boechera pendulina
- Boechera pendulocarpa
- Boechera perennans
- Boechera perstellata
- Boechera pinetorum
- Boechera pinzliae
- Boechera platysperma
- Boechera polyantha
- Boechera porphyrea
- Boechera pratincola
- Boechera puberula
- Boechera pulchra
- Boechera pusilla
- Boechera pygmaea
- Boechera quebecensis
- Boechera rectissima
- Boechera repanda
- Boechera retrofracta
- Boechera rigidissima
- Boechera rollei
- Boechera rollinsiorum
- Boechera rubicundula
- Boechera saximontana
- Boechera schistacea
- Boechera serotina (E. S. Steele) Windham & Al-Shehbaz
- Boechera serpenticola
- Boechera shevockii
- Boechera shockleyi
- Boechera sparsiflora
- Boechera spatifolia
- Boechera stricta
- Boechera subpinnatifida
- Boechera suffrutescens
- Boechera texana
- Boechera tiehmii
- Boechera tularensis
- Boechera ultra-alsa
- Boechera villosa
- Boechera williamsii
- Boechera xylopoda
- Boechera yorkii